# 国道1号線 (アイスランド)

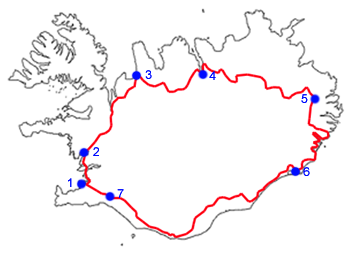
国道1号線（リングロード）のルートと、沿線の主要都市。(1)レイキャヴィーク、(2)ボルガルネース、(3)ブリョンドゥオゥス、(4)アークレイリ、(5)エイイルススタジル、(6)ヘプン、(7)セールフォス。

アイスランドの国道1号線 (アイスランド語: Þjóðvegur 1、別名リングロード: Hringvegur) は、アイスランド島を一周して居住者のいる地域（内陸部の住人は非常に少ない）を結ぶ、同島のもっとも重要な交通路である。総延長1339 km。

## 概要

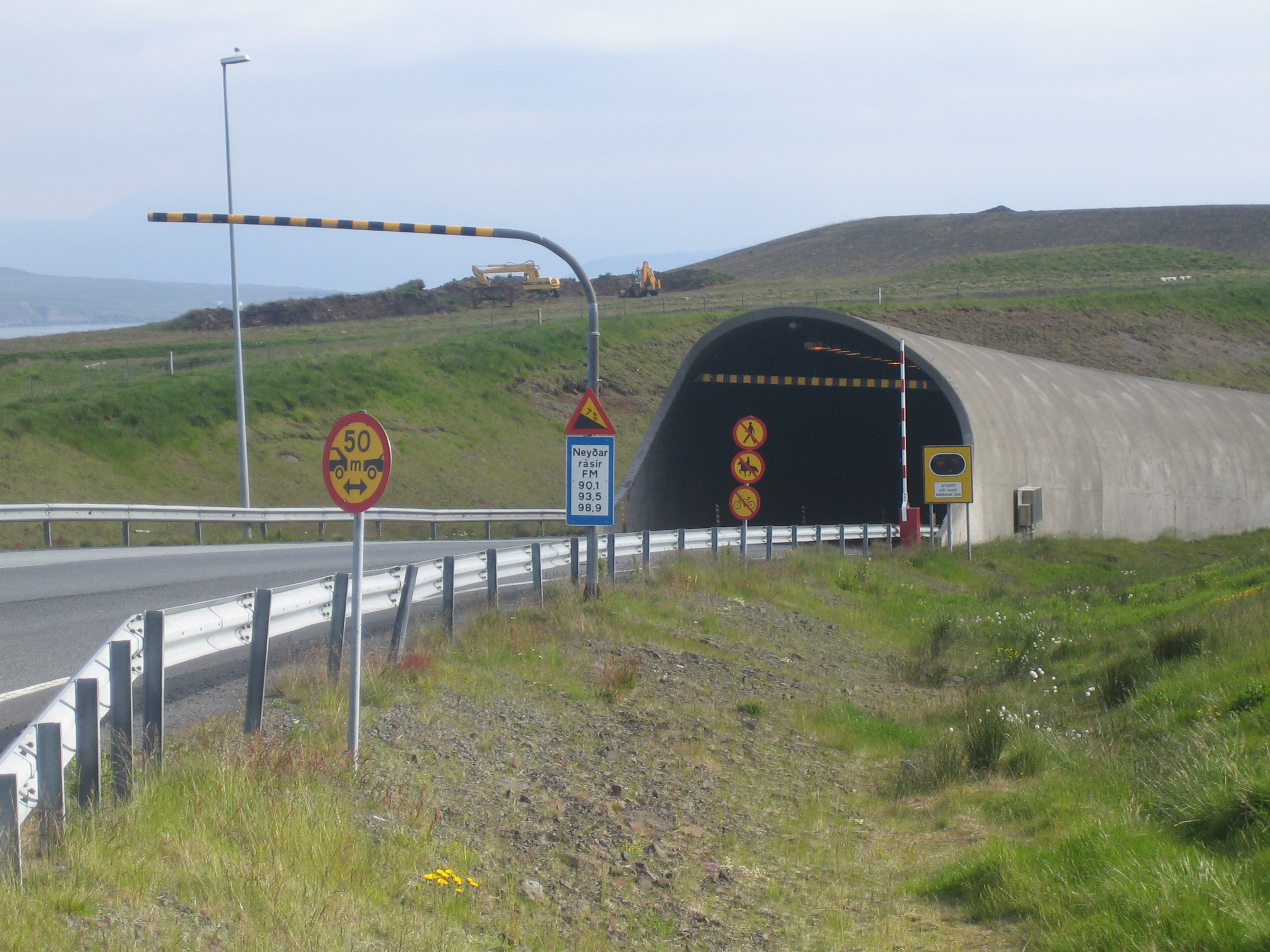
クヴァールフィヨルズル・トンネルの南側の入り口。

アイスランドの国道1号線はリングロードとの別称を持つことからも明らかなように、アイスランド本島を1周する道路である。しかし、常に海岸に沿って道路が建設されているわけではなく、例えば半島の根元を横断したり、フィヨルドを橋で越えたりしてショートカットしたり、中には内陸部を通っている場所も存在する。この国道1号線のほとんどの部分は片側1車線（両方向あわせて2車線）である。ただし都市部では車線が増えるところがある。またクヴァールフィヨルズル・トンネルでも同様である。都市部以外では、橋の架かっているところはほとんど1車線（橋の上ではすれ違うことができない）である。なお橋には木製のものと鋼鉄製のものがある。国道1号線の大部分はアスファルトで舗装されているが、島の東部には未舗装の砂利道の部分が残っている。この国道を始めとして利用者の少ない細い道路まで、アイスランド政府の道路庁 (Vegagerðin) が管理しており、適宜新設している。
国道1号線の交通量は場所によって大きな違いがある。アイスランドの首都であるレイキャヴィークの周囲では1日あたり5000台から10000台の自動車が通行している。これに対して、都市部から離れたところでは平均して、同100台程度以下である。
環状の国道1号線は、1974年にアイスランドの入植1100周年を記念して完成した。同時に、島南部のスケイザルアゥ川にかかるアイスランドでもっとも長い橋 (Skeiðarárbrú) も完成した。
国道1号線沿線にはアイスランド島の多くの観光スポットがあり、観光客にも非常に多く利用されている。元々、同島の住民が夏季休暇での旅行に良く利用していたが、近年は外国から来た観光客がレンタカーあるいはフェリーで持ち込んだ自家用車で利用する例が増えている。なおカーフェリーの着く港はセイジスフィヨルズル村にある。
アイスランドは氷河が多い上に火山活動も活発であるため、国道1号線のアイスランド島の南部を走っている部分は、地熱により氷河が溶けて鉄砲水（ヨークルフロイプ）が発生し、場合によっては道路設備が破壊されて通行できなくなることがある。特にヴァトナヨークトルから鉄砲水がしばしば生じる。

## 通行にあたって
多くの部分が舗装されているとは言っても、場所によっては1940年代の、近代化する前の状態が残っている。また見通しの悪いカーブや坂道、すれ違い通行のできない橋、狭隘部などがある。冬には路面が凍結し風もあるため、より危険である。
制限速度は、舗装されている区間では時速90 km、未舗装の区間では時速80 kmである。実際に自動車で通行しようとする際には、アイスランド道路事務局のウェブページや、通行しようとする地域の天気予報を確認するべきである。

## 沿線の街
レイキャヴィークから時計回り（まず北上する方向）に、国道1号線の沿線の街を列挙する。
- レイキャヴィーク
- モスフェットルスバイル
- グルンダルクベルフィ（アイスランド語版）
- ボルガルネース
- ビフレスト（英語版）
- ブルー（英語版）
- ブリョンドゥオゥス
- アークレイリ
- レイキャフリーズ（アイスランド語版）
- エイイルススタジル
- ブレイズダールスヴィーク
- デューピヴォーグル（アイスランド語版）
- ヘプン
- キルキュバイヤルクロイストゥル
- ヴィーク（ヴィーク・イ・ミルダル）
- スコゥガル
- クヴォルスヴォールル（アイスランド語版）
- ヘットラ（アイスランド語版）
- セールフォス
- クヴェラゲルジ

### 写真

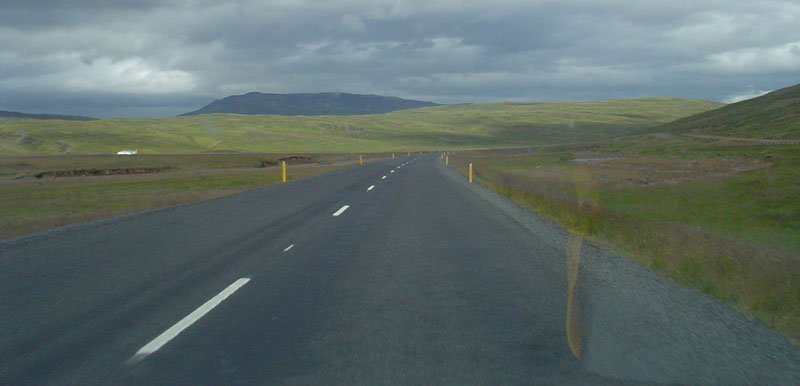
国道1号線の典型的な沿線風景。ボルガルフィヨルズゥル (Borgarfjörður)にて。
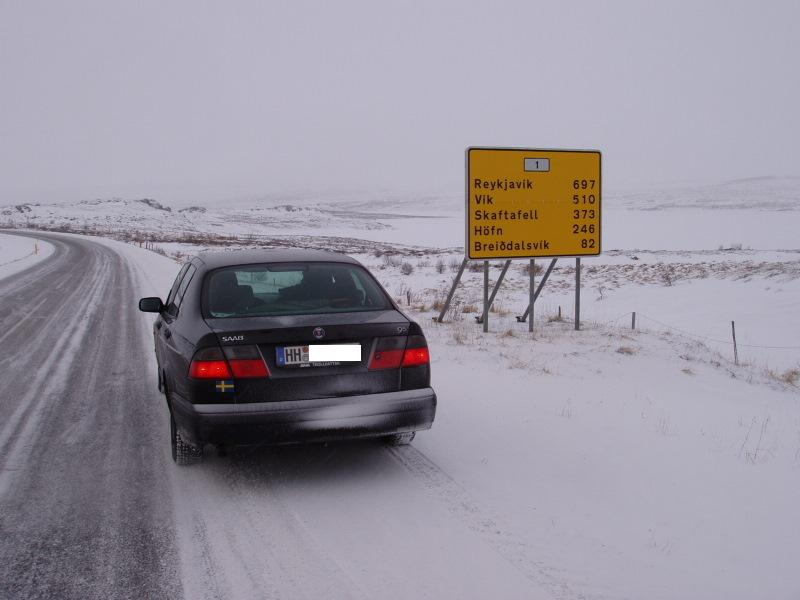
エイイルススタジルにある距離標識。南下する方向の車線。
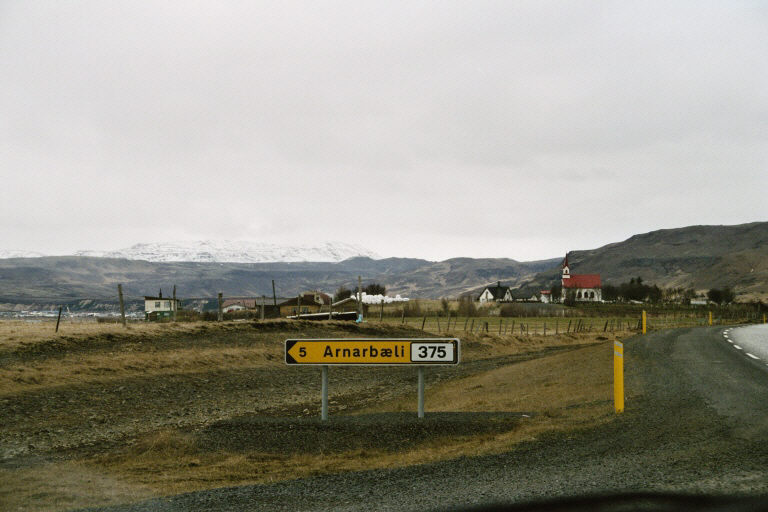
クヴェラゲルジの南東部での風景。
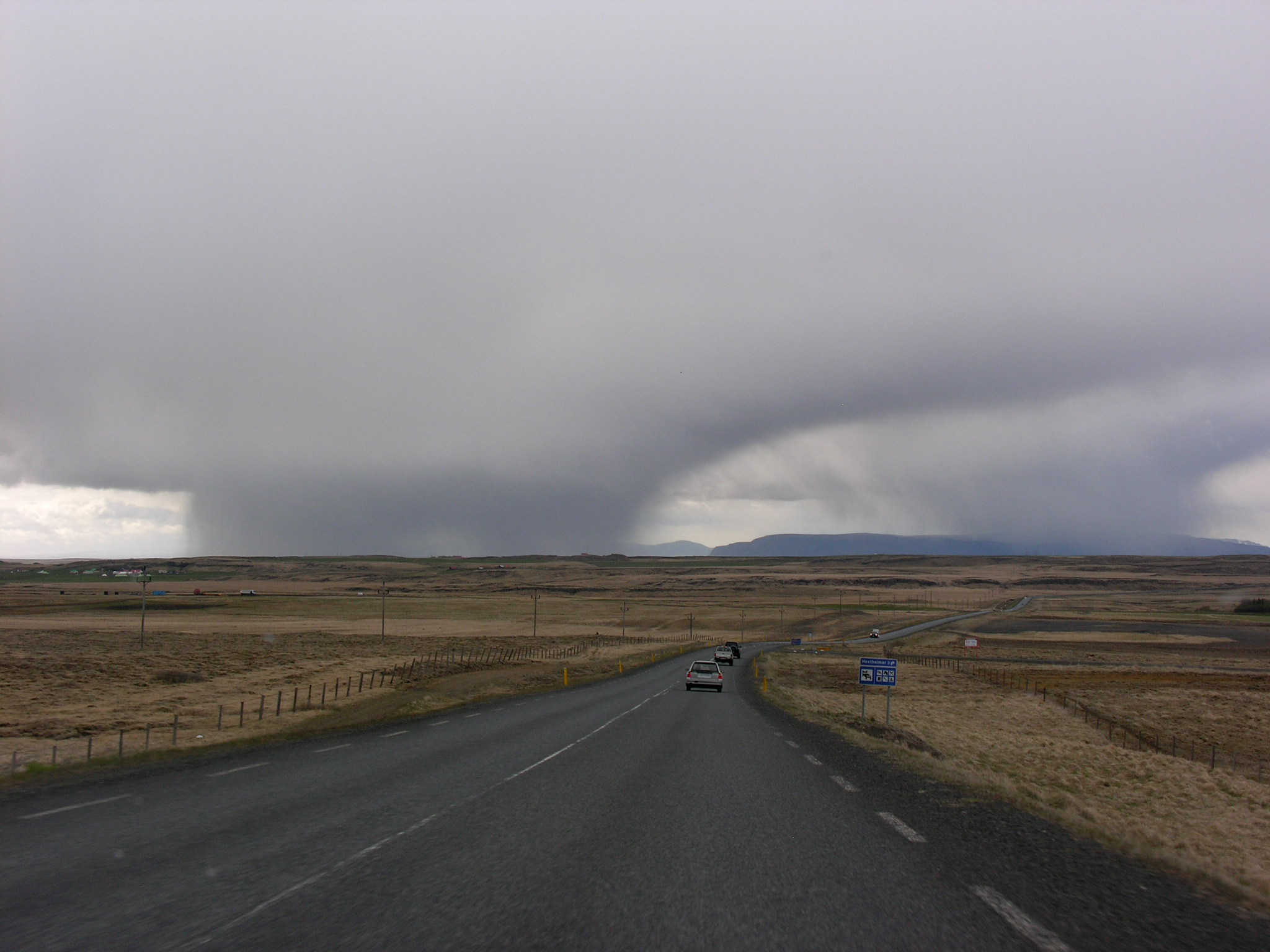
アイスランド島南部、セールフォスとヘットラの間の風景。
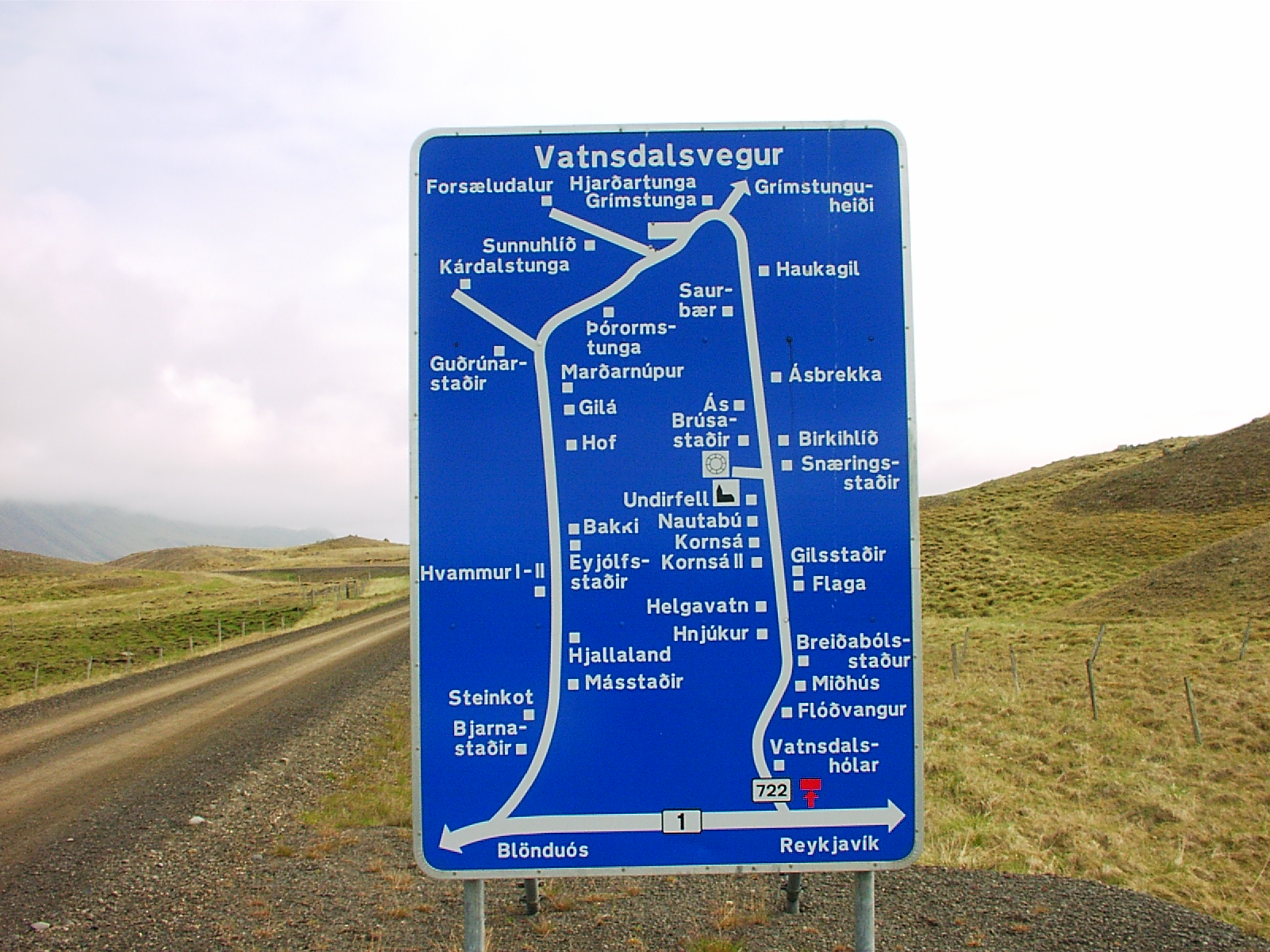
アイスランドの典型的な道路標識。東フーナヴァスシスラ (Austur-Húnavatnssýsla) のヴァスダールスホゥラル (Vatnsdalshólar) 近辺の村や農場が図示されている。